# Bronisława Dłuska
Bronisława Skłodowska, conosciuta dopo il matrimonio come Bronisława Dłuska (Varsavia, 18 marzo 1865 – 15 aprile 1939), è stata una medica polacca.

## Biografia
Figlia di Władysław Skłodowski e di Bronisława Boguska e sorella maggiore della più nota Maria Skłodowska, si laureò in medicina nel 1891.
Sposò il 4 settembre 1890 uno studente polacco, Kazimierz Dłuski (1855-1930); assieme al marito diresse il primo sanatorio polacco, aperto ai primi del XX secolo grazie ai finanziamenti della sorella Maria.
Fu direttrice del Radium Institute di Varsavia.
Morì il 15 aprile 1939.